# (61208) Stonařov
(61208) Stonařov, désignation internationale (61208) Stonarov, est un astéroïde de la ceinture principale.

## Description
(61208) Stonarov est un astéroïde de la ceinture principale. Il fut découvert le 30 juillet 2000 à l'Observatoire Kleť par Jana Tichá et Miloš Tichý. Il présente une orbite caractérisée par un demi-grand axe de 2,29 UA, une excentricité de 0,19 et une inclinaison de 5,4° par rapport à l'écliptique.

## Compléments